# 中山恭子
中山恭子（1940年1月26日—），知名日本外交官和政治人物，曾任日本之心黨黨首。

## 生平
曾經擔任駐烏茲別克斯坦大使、內閣官房參與、内閣總理大臣補佐官、内閣府特命擔當大臣、拉致問題對策本部、守護日本之魂黨參議院幹事長等等。丈夫為同樣是政治人物的中山成彬。
早年就讀群馬縣立前橋女子高等學校，後來進入東京大學文學部法文學科，大学畢業後進行一年的研究生活。後來為了進入外務省任職，再次進入東京大學法學部就讀，但在1965年国家公務員採用上級甲種試験（經濟職）合格後便在翌年退學，進入大蔵省工作（在關稅局國際課分配）。1991年，女性首次的四國財務局長。